# طلال عسیری
طلال عسیری (انگلیسی: Talal Assiri؛ زادهٔ ۲ مهٔ ۱۹۸۷) یک ورزشکار اهل عربستان سعودی است.
از باشگاه‌هایی که در آن بازی کرده‌است می‌توان به باشگاه فوتبال الاتحاد، باشگاه فوتبال نجران عربستان سعودی، باشگاه فوتبال النصر عربستان سعودی، و تیم ملی فوتبال عربستان سعودی اشاره کرد.
وی همچنین در تیم ملی فوتبال عربستان سعودی بازی کرده است.